# Haloschizopera pygmaea
Haloschizopera pygmaea är en kräftdjursart som först beskrevs av Norman och T. Scott 1905. Enligt Catalogue of Life ingår Haloschizopera pygmaea i släktet Haloschizopera och familjen Diosaccidae, men enligt Dyntaxa är tillhörigheten istället släktet Haloschizopera och familjen Miraciidae. Arten är reproducerande i Sverige. Inga underarter finns listade i Catalogue of Life.